# Megalorhipida umbra
Megalorhipida umbra – gatunek motyli z rodziny piórolotkowatych.
Gatunek ten opisany został w 2011 roku przez Ceesa Gielisa.
Motyl o głowie szarobrązowej z białymi łuskami wokół oczu i w linii na czułkach, tułowiu i tegulach głównie szarobrązowych, śródtułowiu białym, a odwłoku brązowym z białymi elementami, w tym całym pierwszym segmentem. Odnóża tylne białe z brązowymi elementami. Przednie skrzydła mają rozpiętość od 11 do 13 mm, wcięte są od 3/7 długości, z wierzchu są szarobrązowe lub ciemnobrązowe, od spodu jasnobrązowe, po obu stronach mają białe poprzeczne przepaski i trochę jasnych łusek. Tylne skrzydła z wierzchu szarobrązowe z czarną łuską ząbkowatą pośrodku trzeciego piórka, od spodu zaś jasnobrązowe z rdzawymi łuskami wzdłuż żyłek. Strzępiny przednich skrzydeł są ciemnobrązowe z białawymi łątkami na wierzchu, tylnych zaś szarobrązowe. Samiec ma lancetowate, haczykowato i spiczaście zakończone walwy oraz szeroki unkus. Samicę cechuje ostrokątna lamina antevaginalis i trójkątne, jednostronnie ząbkowane znamię w torebce kopulacyjnej.
Owad afrotropikalny, znany z południowo-środkowej Kenii i Mpumalangi w Południowej Afryce. Spotykany w sierpniu, październiku i grudniu.